# لیو بین‌بین
لیو بین‌بین (انگلیسی: Liu Binbin؛ زادهٔ ۱۶ ژوئن ۱۹۹۳) یک بازیکن فوتبال است.
وی سابقه ۲ بازی ملی در تیم ملی فوتبال چین در کارنامه دارد.